# Martha Mine

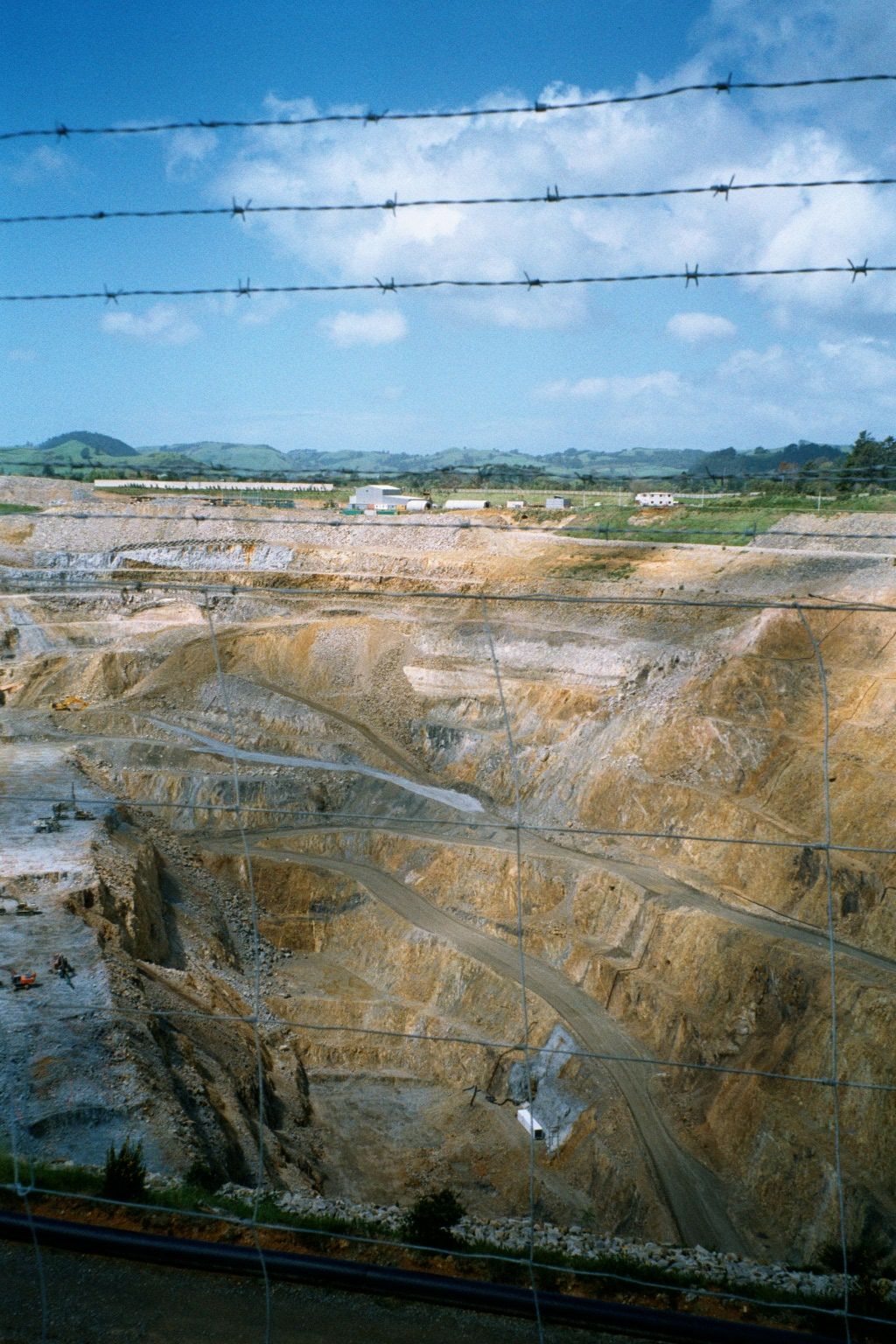
Blick in den Tagebau der Martha Mine.

Die Martha Mine (Mine Martha) ist Neuseelands größte Gold- und Silber-Mine und befindet sich bei der Stadt Waihi, am südlichen Ende der Coromandel Peninsula auf der Nordinsel Neuseelands.
Die Mine Martha zeigt die wechselvolle Geschichte des Goldabbaus in Neuseeland. Das Bergwerk liefert heute rund 80 % der neuseeländischen Fördermenge an Gold und Silber. Rund 240 Mitarbeiter sind direkt mit dem Gesteinsabbau und der Aufbereitung des Erzes beschäftigt, weitere rund 750 Menschen werden indirekt durch die Mine mit Arbeit versorgt.

## Die alte Mine Martha
Im Jahre 1852 wurden in Neuseeland die ersten Goldfunde gemacht: Charles Ring fand am Kapanga Creek Gold, der erste neuseeländische Goldrausch zog hunderte Goldgräber auf die Coromandel Peninsula. 1878 entdeckten John McCombie und Robert Lee auch am Martha Hill Gold. Das Erz mit seinem geringen Goldgehalt schien ihnen aber nicht abbauwürdig. Im darauffolgenden Jahr übernahm William Nicholl ein vier Acre (1,62 ha) großes Gelände und benannte es nach einer Familienangehörigen. Der Untertageabbau des Gesteins begann. Die Gewinnung des Goldes aus dem Gestein vereinfachte sich 1882 mit der Inbetriebnahme der ersten Steinzerkleinerungsanlage.
Im Jahre 1890 übernahm die Waihi Gold Mining Company of London die Mine. Vier Jahre später wurde das Cyanid-Verfahren zur Goldextraktion eingeführt. Eine eigene Ausbildungseinrichtung, die Waihi School of Mines wurde 1897 eröffnet; sie wurde 1947 wieder geschlossen. 1904 wurde das sogenannte Cornish Pumphouse errichtet. 1912 streikten die Minenarbeiter von Mai bis November.
1913 errichtete die Gesellschaft am Waikato River bei Horahora das erste Wasserkraftwerk zur Stromversorgung der Mine.
Die alte Mine wurde 1952 geschlossen. Insgesamt waren in rund 70 Jahren etwa 174.160 Kilogramm Gold und 1.193.180 Kilogramm Silber aus über 11.932.000 Tonnen Erz mit Untertageabbau herausgeholt worden. Der tiefste Stollen war dabei 600 Meter tief, 1,6 Kilometer lang und 30 Meter breit. Nach der Einstellung des Abbaus lief das Bergwerk mit Grundwasser voll.
Die Einstellung des Minenbetriebes war Ergebnis des zu dieser Zeit festgeschriebenen Weltmarktpreises für Gold, den damit unwirtschaftlichen Abbauverhältnissen und des völlig veralteten Maschinenparkes sowie eines Mangels an Arbeitskräften infolge des Zweiten Weltkrieges.

## Die neue Mine Martha
Mit dem Anstieg des Goldpreises in den 1970er Jahren wuchs auch wieder das Interesse am Goldabbau in der Mine Martha, da hier noch weitere Vorkommen bekannt waren.
Im Jahre 1976 bekam die Gesellschaft Waihi Mining and Development eine Erkundungslizenz am Martha Hill. Diese Erkundungen wurden in den kommenden Jahren intensiviert. 1985 wurde eine Bergbaulizenz erteilt, im folgenden Jahr auch die erforderlichen Wasserrechte.
1987 nahm die neu gegründete Waihi Gold Mining Company den Betrieb auf. Zunächst wurden den Lizenzbestimmungen entsprechend die Anlagen und Flächen für die Wasserhaltung sowie die Lagerung des abgetragenen Materials erschlossen. Am 15. Mai des Folgejahres wurde das erste Gold produziert, am 15. Juni wurde die Mine offiziell eröffnet, dieses Mal jedoch als Tagebau.
Erweiterungsvorhaben für den Minenbetrieb wurden 1995 der Öffentlichkeit vorgestellt, nach diesen sollte außerhalb des Ortes Waihi ein weiterer Tagebau erschlossen werden.
Im Gesamtjahr 2000 wurden rund 104.000 Unzen Gold und 804.000 Unzen Silber aus rund einer Million Tonnen Gestein gewonnen.
Bis 2007 erreichte der Tagebau der Mine Martha eine maximale Ausbreitung von 860 Metern Länge, 600 Metern Breite und 250 Metern Tiefe.
Seit 2007 wird der Betrieb der Mine Martha schrittweise heruntergefahren. Zwar darf bis 2017 ein weiterer Abbau erfolgen, gleichzeitig sollen die Anlagen aber kontinuierlich rückgebaut werden. Für die Zeit nach 2017 bestehen bereits Planungen zur Weiternutzung der beanspruchten Flächen.
Bei der Lizenzierung wurden sehr hohe Anforderungen an den Umweltschutz, die Wasserhaltung und die Rekultivierung der genutzten Flächen gestellt. Diese Aufgabe wird der gemeinnützige Martha Trust langfristig weiterführen, auch über das Bestehen des Bergwerks hinaus. Das Unternehmen wurde verpflichtet, den Trust mit den entsprechenden finanziellen Mitteln auszustatten.
Das Bergwerk kann von Besuchern besichtigt werden. 1999 wurde dazu das Bildungszentrum Mine Martha eröffnet. Rund 12.000 Besucher werden jährlich durch die Anlagen geführt.